# Jean-Pierre Bedos
Pour les articles homonymes, voir Bedos.
Jean-Pierre Bedos, né le 20 août 1739 à Montpellier (Hérault) et mort le 8 avril 1813 dans la même ville, est un général de brigade français dans l'infanterie.

## État des services
Il entre en service comme soldat au régiment d'infanterie de Royal-Comtois le 25 mars 1758, et il participe à la campagne d'Allemagne de 1758. Embarqué à bord de la frégate La Thétis, il fait celle de 1762. Il est nommé sergent le 22 avril 1763, fourrier le 26 avril 1765 et porte-drapeau le 15 juillet 1773.
Il s'embarque pour l'Île de France (île Maurice) en 1769, où il sert jusqu'en 1773. Il accède à l'épaulette de sous-lieutenant le 5 juin 1776, et il participe à la Guerre d'indépendance américaine de 1780 à 1784, il en revient lieutenant en second.
Le 1er mai 1785 il est nommé lieutenant de grenadier, et le 15 septembre 1791, capitaine de grenadiers, toujours au même régiment, le 73e d'infanterie depuis le 1er janvier 1791. Il est nommé lieutenant-colonel le 24 octobre 1792, et il se trouve aux premières campagnes de la révolution de 1792 à 1795.
Il est promu général de brigade le 4 fructidor An III (21 août 1795) sans avoir été nommé chef de brigade (colonel). En mai 1796, il sert à la division Desfourneaux. Il part pour Saint-Domingue où il stationne jusqu'en l'An VII (1799).
Il commande ensuite la 7e demi-brigade de vétérans le 27 frimaire An IX (18 décembre 1800), et il est admis à la retraite le 1er octobre 1808.
Il meurt le 8 avril 1813, à Montpellier.

## Campagnes
- 1758 : Allemagne
- de 1769 à 1773 : Ile de France
- de 1780 à 1784 : Guerre d'indépendance américaine
- de 1792 à 1795 : Campagnes de la Révolution aux frontières.
- An III à An VII : Saint-Domingue.

## Décorations
- Chevalier de la Légion d'honneur le 15 pluviose An XII (5 février 1804)
- Officier de la légion d'Honneur le 25 prairial An XII (14 juin 1804)